# ساميا بومفين
ساميا بومفين (من مواليد 22 أغسطس 1989) سياسية برازيلية. أمضت حياتها السياسية في تمثيل ساو باولو بعد أن شغلت منصب نائب الممثل الفيدرالي منذ عام 2019.

## الحياة الشخصية
قبل دخولها السياسة عملت بومفين كموظفة مدنية. وتعرف بأنها نسوية. تستشهد بإلهامها كزملائها السياسيين والناشطين في حزب الاشتراكية والحرية مارييل فرانكو وجان ويليز. كما أنها تعتبر صديقتها المقربة فينيسيوس لوز قدوه لها. يعتبر مؤيدًا لحقوق مجتمع الميم وشارك في موكب ساو باولو برايد لعام 2019.
في عام 2016 شاركت في احتجاجات تطالب باستقالة إدواردو كونها واحتجاجًا على ثقافة الاغتصاب في البرازيل.
في يناير 2020 أعلنت علنًا أنه على علاقة مع جلوبر براغا النائب الفيدرالي لـ حزب الاشتراكية والحرية في ريو دي جانيرو. في ديسمبر 2020 أعلنت بومفين أنها حامل بطفل الزوجين الأول هوغو.

## الحياة السياسية
بومفين هي أصغر امرأة يتم انتخابها لعضوية مجلس بلدية ساو باولو وهي في السابعة والعشرين من عمرها، وأول امرأة يتم انتخابها مباشرة في مجلس النواب الفيدرالي عن حزب الاشتراكية والحرية. في الانتخابات العامة لعام 2018 كانت بومفين أحد أكثر المرشحين تصويتًا حيث حصل على 249.887 صوتًا، حيث تم انتخابه لمجلس النواب الفيدرالي.